# Charles Platon
Charles Platon, né le 19 septembre 1886 à Pujols (Gironde) et mort le 28 août 1944 à Valojoulx (Dordogne), est un officier général et un homme politique français. Ministre des Colonies dans le gouvernement de Vichy de 1940 à 1943, hostile à de Gaulle, il est mort exécuté par un commando de maquisards FTP pour collaboration avec l'Allemagne nazie.

## Biographie
Charles Platon est le fils de Jean-Georges Platon, protestant d'origine cévenole, bibliothécaire de la bibliothèque de la faculté de droit de Bordeaux, et de Jeanne Labonne, professeur à l'école normale d'institutrices de Bordeaux. Il a un frère cadet, Georges Platon. Il est reçu à l'école navale en 1904 et se marie le 9 mars 1911 à Quiberon avec Suzanne Bellamy, fille du généalogiste Jean-William Bellamy et d'Elisabeth Prouhet, fille de l'amiral Edmond Félix Prouhet. Ils ont quatre enfants, Jean, Janine, Claude et André.
Il est breveté torpilleur, second, puis commandant de plusieurs sous-marins de 1912 à 1926, publie en 1915 une étude remarquée sur les torpilles. Il devient en 1923 officier instructeur sur le croiseur école Jeanne d'Arc, puis professeur de tactique navale à l'École de guerre, et en 1926 au Centre des hautes études navales.
Il commande la Marine à Dunkerque en 1937.
En 1939, contre-amiral, il commande les secteurs maritimes du Nord (Dunkerque, Calais et Boulogne-sur-Mer). Le 20 mai 1940 il assure la défense de Dunkerque, puis l'évacuation de Dunkerque et la destruction du matériel intransportable, sous le commandement de l'amiral Abrial et avec le commandement britannique, permettant la retraite de toute l'armée britannique et canadienne, emportant aussi environ 120 000 soldats français et belges qui seront ensuite renvoyés combattre sur le continent, soit en tout 340 000 soldats. Il est le dernier à quitter Dunkerque le 5 juin 1940.
Il est cité trois fois à l'ordre de l'armée.
L'attaque anglaise de la flotte française à Mers-el-Kébir renforce son animosité contre le gouvernement britannique et contre de Gaulle,.

### Ministre des Colonies
Il est nommé en septembre 1940 ministre des Colonies dans le premier gouvernement du régime de Vichy, sur la vive recommandation de l'amiral Darlan, et propose la reconquête des territoires de l'Afrique-Équatoriale française (AEF) qui ont rallié de Gaulle. À la fin de 1941, il effectue par voie des airs une longue tournée d'inspection des colonies françaises d'Afrique à l'issue de laquelle il déclare que l'Afrique-Occidentale française (AOF) est moralement et matériellement prête à se défendre contre toute attaque d'où qu'elle vienne, ajoutant que la France doit constamment combattre la propagande de l'Angleterre qui, sur le bord de la défaite, incite nos colonies à la désertion. Revenu malade de cette tournée africaine, il est hospitalisé plusieurs semaines à partir de novembre 1941.

### Partisan d'une politique de collaboration avec l'Allemagne nazie
Platon est partisan d'une politique de collaboration avec l'Allemagne nazie. Il soutient notamment la démarche de l'amiral Darlan à l'été 1941 d'une alliance militaire avec l'Allemagne. Pierre Laval, qui se méfie de ses positions extrêmes, le tient à l'écart des grandes décisions relevant de son ministère.

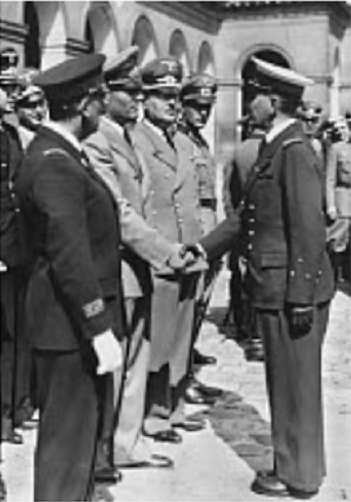
Charles Platon accueillant l'ambassadeur d'Allemagne Otto Abetz à l'occasion de la Journée de la Légion tricolore en août 1942.

Promu vice-amiral, il est néanmoins en avril 1942 écarté du gouvernement par Laval. Du fait de sa proximité avec Pétain, il obtient un strapontin dans le nouveau gouvernement où il est secrétaire d'État chargé de la coordination des forces armées. Il est également au même moment à la tête de la police anti-maçonnique.
Lors du débarquement anglo-américain en Afrique du Nord le 8 novembre 1942, il est partisan d'une alliance avec l'Allemagne et s'oppose au contre-amiral Auphan qui est favorable à un arrêt des combats entre Français et Américains.
Charles Platon est finalement écarté du gouvernement en mars 1943 par Laval qui trouve son zèle excessif et ses manières maladroites. Il se rapproche des ultras de la collaboration et multiplie les déplacements auprès de responsables allemands à Paris. Il envisage l'intégration de marins français dans la Kriegsmarine. Il ne cesse alors de comploter pour renverser Laval. Il est porteur en juillet 1944 d'une « déclaration sur la situation politique » auprès de Philippe Pétain, déclaration signée, entre autres, par Marcel Déat, Jean Luchaire et Fernand de Brinon visant à remettre en cause Laval, qu'ils jugent trop tiède face à l'offensive anglo-américaine en Normandie. Il propose même sa candidature à la présidence du Conseil. Cette tentative échoue et Charles Platon est assigné à résidence dans son domicile en Gironde. Depuis l'exécution de Philippe Henriot par un commando de la résistance en juin 1944, Charles Platon craint pour sa vie. Il envoie une lettre à Richard Noseck, adjoint à Bordeaux d'Helmut Knochen, chef de la police de sûreté (Sicherheitspolizei) et du service de sécurité (Sicherheitsdienst) pour la France, leur demandant d'intervenir auprès de la Feldkommandantur de Libourne pour accentuer les patrouilles jusqu'à son domicile.

## Mort

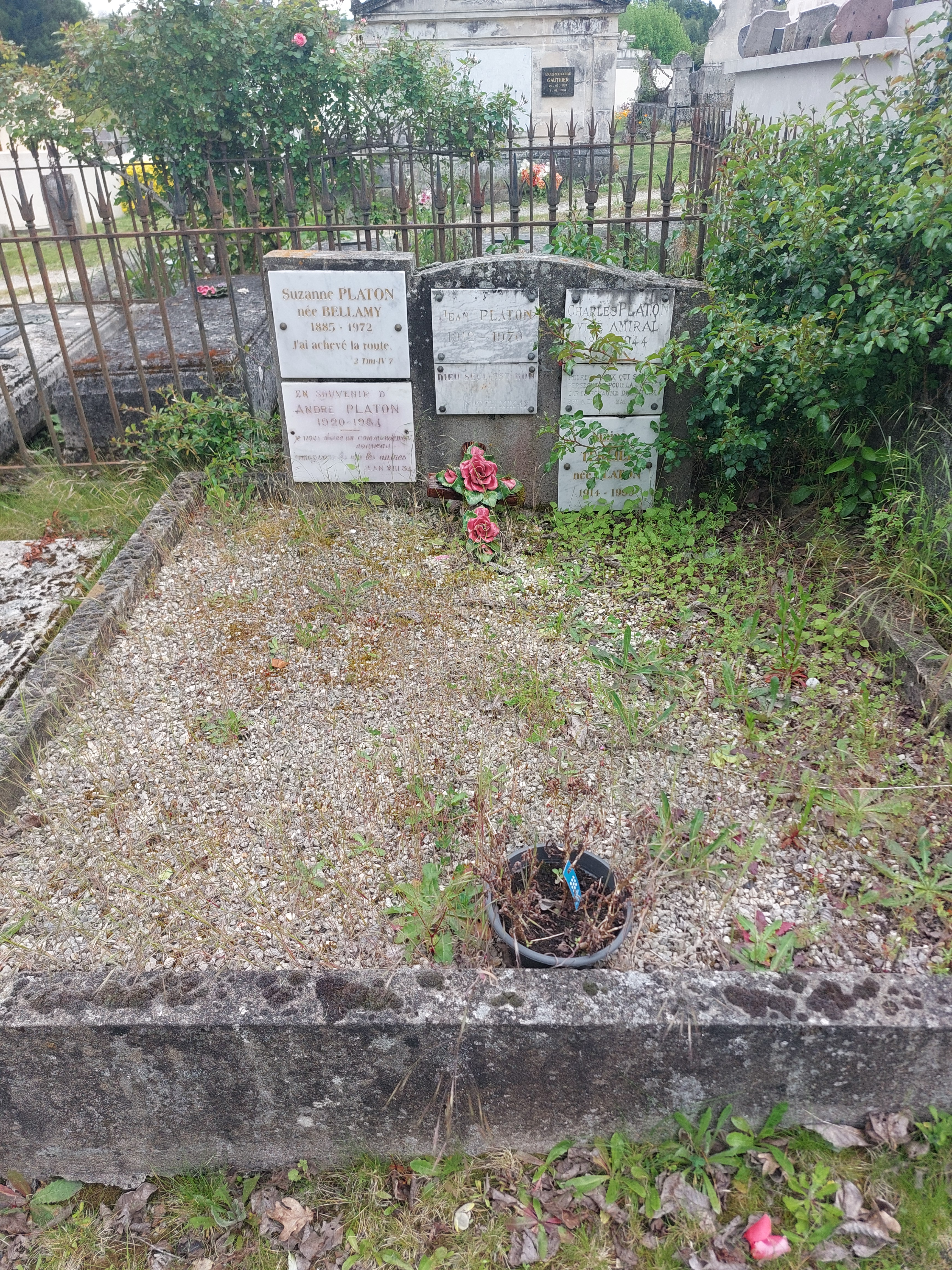
La tombe de Charles Platon visible au cimetière de Pujols.

Le 22 juillet 1944, il est capturé dans sa maison de Pujols par des maquisards FTP de la Dordogne (6e bataillon) des Forces françaises de l'intérieur, en présence d'Henri Borzeix, chef du maquis de la Double ou de Maurice Latrille[réf. nécessaire]. Il est conduit au PC du sous-secteur C de la Dordogne à Saint-Jean-d'Eyraud entre Bergerac et Sainte-Foy-la-Grande où il est traduit devant une cour martiale présidé par Michel Schneersohn, futur maire de Mussidan de 1946 à 1947. Quelques jours avant Isaac Schneersohn avait préparé avec Édouard Valéry une opération de libération des détenus de la prison de Bergerac. L'accusation est soutenue au vu des documents découverts au domicile de Charles Platon. La défense est assurée par André Urbanovitch (alias « double-mètre » par rapport à sa taille,). La peine de mort est prononcée le 24 juillet 1944. Quelques jours plus tard, il est transféré au domaine de la Querrerie (commune de Valojoulx), près de Montignac, avant d'être traduit devant une nouvelle cour martiale et d'être à nouveau condamné à mort.
Il est fusillé le 28 août 1944 dans les allées du domaine de la Querrerie à 22 h 40. C'est lui même qui a commandé le peloton d'exécution. La date du 28 août est confirmée par Odile Girardin Thibeaud.
Il est inhumé dans le caveau familial de Pujols (Gironde) en 1956.

### Rumeur d'écartèlement
Une rumeur, soutenue par Robert Aron dans son Histoire de l'Épuration et par André Figueras dans son livre Onze amiraux dans l'ouragan, dit qu'il aurait été écartelé, suivant les versions entre deux ou quatre camions, des GMC, ou bien des 15 CV Citroën,, des tracteurs, voire par des bœufs ou des chevaux. Cette version est également mentionnée par Jean-Marc Van Hille dans un ouvrage consacré au vice-amiral Platon.

### Témoignage de 1973
En novembre 1973, la librairie Jules Tallandier, éditrice de la revue Historia dont le directeur était alors Christian Melchior-Bonnet, recevait le témoignage d’un résistant témoin des derniers instants du vice-amiral Platon. L’auteur, un maquisard hostile à Vichy et aux idées du vice-amiral, rapporte qu’un certain N. lui a annoncé le lundi 28 août 1944 la décision d’exécuter Platon. Le commandant R. lui ordonne de faire creuser un trou, ce qu’il fit « à quelques pas d’une large allée bordée d’ormes centenaires ». À 21 h 40, les terrassiers ayant terminé leur tâche, trois hommes du peloton d’exécution prennent leurs armes (un Mauser, un Enfield, une Sten) et emmènent Platon dans l’allée. D’après ce témoin, l’amiral aurait prononcé les paroles suivantes : « Avant de mourir, je tiens à proclamer que j’ai toujours aimé mon pays, que j’ai toujours cru le servir jusqu’au sacrifice suprême… » avant de commander lui-même : « En joue ! Feu ! » Ces dernières paroles consignées précautionneusement par le témoin sur un morceau de carton ont été dictées par lui au secrétaire de mairie de Thonac, lui-même résistant. Ce témoignage est signé X.X.X.
Les anciens Francs-tireurs et partisans de la Dordogne ont repris ce témoignage dans un ouvrage collectif paru en 1990.

## Publications
- Préface à Dunkerque, septembre 1939-juin 1940, Paris, Payot, 1944
- Préface avec Charles Huntziger à Mémorial de l'Empire, Gabriel Bonnet, Paris, Sequana, 1941